# (12664) Sonisenia
(12664) Sonisenia (1978 SS5) – planetoida z pasa głównego asteroid okrążająca Słońce w ciągu 4,16 lat w średniej odległości 2,58 j.a. Odkryta 27 września 1978 roku.